# Red Bull Flugtag

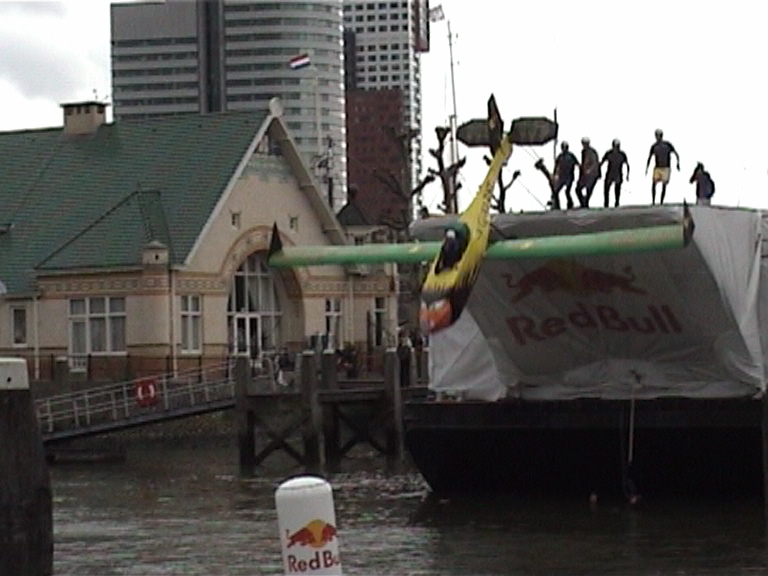
Red Bull Flugtag in Rotterdam.

De Red Bull Flugtag is een evenement waarbij het de bedoeling is met zelfgemaakte vliegtuigen zo ver mogelijk te komen. Sinds 1991 is dit evenement al gehouden in onder andere San Francisco, Miami, Milaan, Londen en Johannesburg. Op zondag 21 mei 2006 werd de Red Bull Flugtag gehouden in Rotterdam, waarbij 40 teams zo ver mogelijk moeten landen in de Maas. Het team dat de grootste afstand had afgelegd mocht meevliegen in een F-16. Een compilatie werd uitgezonden op SBS6.
De Red Bull Flugtag is een kopie van het oudste onderdeel van Te land, ter zee en in de lucht, 'Vlieg er eens uit', dat al in 1973 georganiseerd werd.